# Bert Dewilde

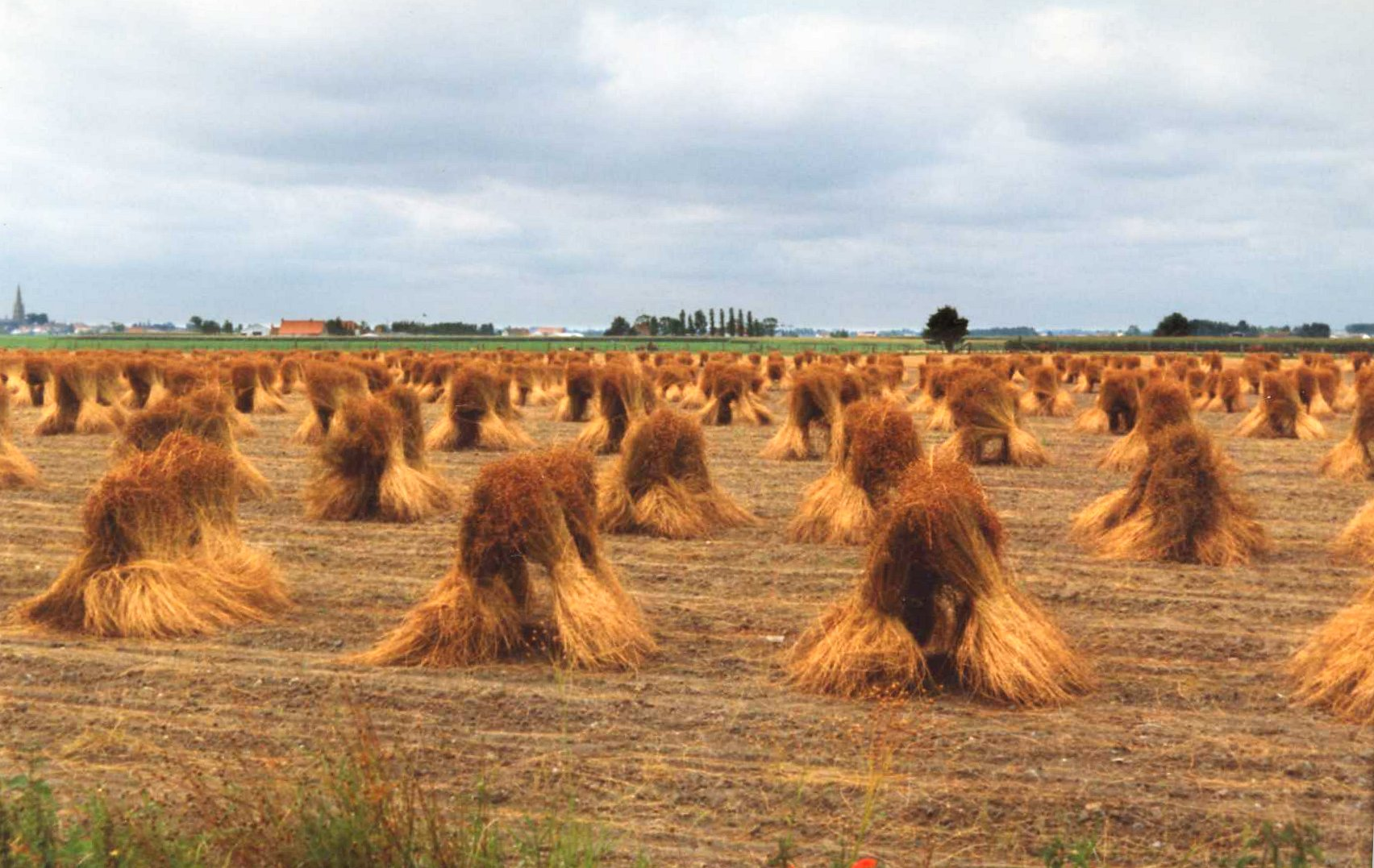
Vlas op rijen om te drogen

Bert Dewilde (Bissegem, 18 februari 1925 - Kortrijk, 27 februari 2020) was cultureel adviseur van de stad Kortrijk, auteur van tal van historische en toeristische publicaties en monografieën en oprichter van het Nationaal Vlas-, Kant- en Linnenmuseum (Vlasmuseum) in Kortrijk. Daarnaast was hij leraar Germaanse talen en leraar plastische kunsten in het middelbaar onderwijs.

## Levensloop
Dewilde, geboren in de vlasgemeente Bissegem, studeerde voor onderwijzer aan de normaalschool in Torhout (1939-1944) en voor regent Germaanse talen aan het Sint-Thomasinstituut in Brussel (1944-47).
Van 1947 tot 1966 was hij leraar aan het Vrij Technisch Instituut en aan het Sint-Jozefsinstituut, beide in Kortrijk.
In 1967 werd hij directeur van de cultuurdienst van de stad Kortrijk.
Hij overleed kort na zijn vijfennegentigste verjaardag in AZ Groeninge te Kortrijk.

## Oprichter Vlasmuseum
Dewilde leerde het vlas als kind kennen. Zijn grootvader was vlasser en tijdens het weekend slager. De vlasnijverheid zorgde voor welvaart in de streek en die sociale en economische geschiedenis wilde hij op een wetenschappelijke en didactische manier tot leven brengen. Op 3 april 1982 werd in de gerestaureerde vlassershoeve Beeuwsaert, Etienne Sabbelaan 4 in Kortrijk het Nationaal Vlasmuseum ingehuldigd. Dit werd zijn levenswerk.
Hij schreef twintig jaar aan het standaardwerk Twintig eeuwen vlas in Vlaanderen.

## Andere activiteiten
Als stadsadviseur drukte Dewilde zijn stempel op het culturele en toeristische leven van de Kortrijkse regio. Hij was stoetenbouwer en organisator van openluchtspelen, schreef het Manten- en Kallespel, ontwierp de Stijn Streuvelsroute en bedacht de West-Vlaamse Textieldagen en de Sinksenfeesten. Onder het pseudoniem Bert Wilbiss creëerde hij voor de radio het typetje van de verzorger Disten Pulle die commentaar gaf bij de Ronde van Frankrijk (1951-53). De acteur Gust Hubrecht bracht Disten Pulle tot leven. Hij verzorgde drie jaar lang het tekenwerk over de Ronde van Frankrijk in Het Nieuwsblad en twee jaar in de Gazet van Antwerpen. Hij bracht in de Atlas 16 jaar lang humoristische commentaren uit met tekeningen. Hij bestudeerde ook de stadstaal en de streektaal en werd hierin een erkende specialist. Hij gaf een paar honderd voordrachten over humor en verbeelding in het Kortrijks dialect en andere volkskundige onderwerpen, schreef de eerste Kortrijkse revue (1990), alsook tal van sketches, monologen en liederenteksten voor de langspeelplaat 'Hier spreekt men Kortrijks' (1975).

## Laureaat
In 1993 ontving hij de Groeningeprijs, voor de wijze waarop hij cultuur op het niveau bracht van de brede bevolking. In 1998 werd hij verkozen tot 'West-Vlaming van het jaar' voor cultuur en Frédérik Deburghgraeve voor sport.
Dewilde werd ook laureaat van de Gouden Pluim. Dit voor zijn volledige auteurswerk. 
Voor het oprichten van het Vlasmuseum kreeg hij twee Europese prijzen: 
- in Parijs: De Grote Europese Prijs van het Autocartoerisme;
- in Evian: Europese Prijs Master of Linen.

## Privé
Dewilde was getrouwd met Jo en heeft vier kinderen en tien kleinkinderen.
Hij is ondervoorzitter van de ludieke West-Vlaamse ridderschap 't Manneke uit de Mane.

## Publicaties
- Gids voor Groot-Kortrijk (1982)
- 20 eeuwen vlas in Vlaanderen (1983)
- Lachtraantjes aan de taaltrapeze (1994)
- Kortriks vo begunders en kenders (2012)